# Фискальные марки Занзибара

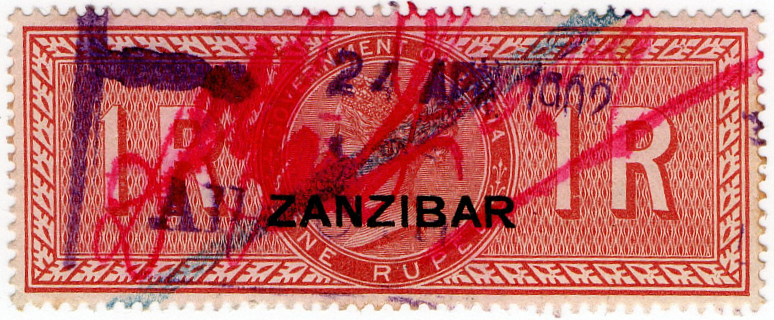
Фискальная марка Индии с надпечаткой для использования на Занзибаре, 1892 г.

Занзибар выпускал фискальные марки со времён британского протектората в 1892 году и до вхождения в состав Танзании в 1993 году.

## Гербовые марки (1892—1970)
Первыми фискальными марками Занзибара стали индийские фискальные или специальные марки с клеевым слоем с надпечаткой англ. «ZANZIBAR» («Занзибар») заглавными буквами, которые были выпущены в период с мая 1892 года по август 1894 года.
Около 1904 года были сделаны различные провизорные надпечатки, некоторые рукописные, некоторые печатные, причём большинство из них редки.
В 1905 году на почтовых марках с изображением султана Сейида Хамуда бин Мухаммеда бин Саида была сделана надпечатка англ. «Revenue» («Гербовый сбор»), а некоторое время спустя на марках этого выпуска появилась надпечатка нового номинала 1 рупия. В период с 1907 года по 1908 год выпускались различные почтовые марки с монограммой султана с надпечаткой «Revenue», сделанной в местной типографии, или «REVENUE», сделанной компанией De La Rue в Лондоне.
Для фискального обращения с 1908 года применялись почтовые и гербовые марки двойного назначения, но в 1936 году были выпущены фискальные марки высоких номиналов с надписью «Revenue» для использования только в качестве фискальных марок.
В 1964 году после Занзибарской революции одна из таких марок была эмитирована с фиолетовым оттиском резиновым штампом текста суахили «JAMHURI 1964» («Республика 1964»).
В 1966 году вышли почтовые марки с местной фиолетовой надпечаткой резиновым штампом текста «REVENUE» («Гербовый сбор»), которые в 1970 году были заменены на новые марки с надписью суахили «Pato» («Гербовый сбор»).

## Марки аэропортового и портового сервисного сбора (1993)
В 1993 году Занзибаром в составе Танзании были выпущены две марки аэропортового сервисного сбора с надписью «Zanzibar Revolutionary Government» («Революционное правительство Занзибара») и с надписью "Airport Departure Service Charge" («Сбор за обслуживание вылета из аэропорта») номиналами 800 шиллингов и 10 долларов США, а также две марки портового сервисного сбора с надписью Seaport Departure Service Charge («Сбор за обслуживание выезда из морского порта») номиналами 300 шиллингов и 5 долларов США. Марки аэропортового сбора номиналом 800 шиллингов (и, возможно, другого номинала) также известны с надпечаткой резиновым штампом нового номинала 1000 шиллингов.